# Еничифлик (Сярско)
Вижте пояснителната страница за други значения на Еничифлик.
Еничифлик (на гръцки: Γενή Τσιφλίκ) е бивше село в Егейска Македония, на територията на дем Довища, Гърция.

## География
Намирало се е на 3 километра югоизточно от Сяр, на река Серовица, преди Нихор (на ЮЗ) и Сал ага (на ЮИ).

## История

### Етимология
Името е от турското eni çiflik, ново стопанство.

### В Османската империя
През XIX век Еничифлик е малък чисто български чифлик, числящ се към Сярската кааза. Според „Етнография на вилаетите Адрианопол, Монастир и Салоника“, издадена в Константинопол в 1878 година и отразяваща статистиката на населението от 1873 година, Йени чифлик (Yeni-tchiflik) има 9 домакинства с 28 жители цигани и черкези.
В 1891 година Георги Стрезов определя селото като част от Сармусакликол и пише:
| „ | Ени чифлик, чифлик на Анаст. Чорапчи, серянин, 1/2 час на СИ от Нихор; пътят твърде добър; същото положение като в по-горното село. Къщи 20; 90 жители българе. | “ |

Според статистиката на Васил Кънчов („Македония. Етнография и статистика“) в 1900 година Ени чифлик има 60 жители българи християни.